# 지방도 제624호선
지방도 제624호선은 충청남도 아산시 인주면 선인교삼거리와 천안시 서북구 성환읍 시름세삼거리를 잇는 충청남도의 지방도이다.

## 연혁
- 2003년 2월 20일 : 지방도 노선 폐지 및 재지정으로 총연장이 21.0km에서 35.1km로 변경[1]
- 2004년 7월 12일 : 천안시 직산읍 상덕리 ~ 성환읍 매주리 780m 구간 개통[2]
- 2006년 7월 31일 : 아산시 탕정면 동산리 ~ 음봉면 산동리 1.5km 구간 확장 개통[3]
- 2012년 7월 1일 : 지방도 노선 조정[4]
- 2016년 4월 15일 : 송곡 교차로(아산시 염치읍 송곡리 ~ 백암리) 680m 구간 신설 개통[5]
- 2020년 5월 1일 : 아산시 염치읍 구간을 국도 제39호선 및 국도 제45호선과 중복되는 것으로 노선 변경. 이에 따라 총 연장이 33.9km에서 32.9km로 변경[6]
- 2024년 3월 14일 : 아산시 염치읍 구간을 국도 제39호선 및 국도 제45호선과 중복되는 것으로 변경되면서 기존 단독 구간인 아산시 염치읍 염성리 ~ 석정리 4.4km 구간 폐지[7]

## 주요 경유지
- 아산시
  - 인주면 선인교삼거리 - 인주금성보건진료소 - 금성초등학교 - 해암리 - 도흥리
  - 염치읍 산양교 - 산양리 - 강청 교차로 - 강청교 - 강청리 - 서원교 - 중방리 - 염치 교차로 - 염성리 - 염치읍행정복지센터 - 염티초등학교 - 석두교 - 석정리 - 방수사거리 - 석정삼거리 - 송곡교 - 현충사입구 - 백암 교차로 - 탕정 교차로 - 현충 교차로
  - 탕정면 용두리 - 탕정디스플레이시티 - (교량) - 아산트라팰리스 - 탕정면행정복지센터 - 갈산리 - 탕정초등학교 - 선문대학교 아산캠퍼스 - 탕정농협 - 호산리 - 동산교 - 동덕초등학교 - 동덕사거리
  - 음봉면 동산사거리 - 산동사거리 - 산동리

- 천안시
  - 서북구
    - 직산읍 공단2 교차로 - 공단1 교차로 - 천안제4산업단지 - 자은가리 - 상덕리 - 상덕교
    - 성환읍 상덕교 - 시름세삼거리

## 중복 구간
- 아산시 염치읍 방수사거리 ~ 석정교차로 : 국도 제45호선과 중복

## 도로명
- 아산시 인주면 선인교삼거리 ~ 금성초등학교 : 인주로
- 아산시 인주면 금성초등학교 ~ 염치읍 염성리 : 현대로
- 아산시 염치읍 염성리 ~ 방수사거리 : 염치로
- 아산시 염치읍 방수사거리 ~ 석정교차로 : 충무로
- 아산시 염치읍 석정교차로 ~ 탕정면 (교량) 동단 : 이순신대로
- 아산시 탕정면 (교량) 동단 ~ 아산트라팰리스 : 삼성로
- 아산시 탕정면 아산트라팰리스 ~ 동덕사거리 : 탕정면로
- 아산시 탕정면 동덕사거리 ~ 음봉면 산동사거리 : 삼성로
- 아산시 음봉면 산동사거리 ~ 천안시 서북구 직산읍 공단2 교차로 : 산동로
- 천안시 서북구 직산읍 공단2 교차로 ~ 천안제4산업단지 : 4산단로, 4산단3로
- 천안시 서북구 직산읍  천안제4산업단지 ~ 시름세삼거리 : 상덕로